# Авильяно Умбро
Авильяно Умбро (итал. Avigliano Umbro) — город и коммуна в Италии, расположен в регионе Умбрия, подчинён административному центру Терни (провинция).
Население составляет 2539 человек (на 2007 г.), плотность населения составляет 49,47 чел./км². Занимает площадь 51,32 км². Почтовый индекс — 5020. Телефонный код — 0744.
Покровителем коммуны почитается святой Эгидий, празднование 1 сентября.